# Paquine
La Paquine, appelée anciennement rivière de Rocques, est une petite rivière de Normandie, affluent de la Touques. Longue de 24,8 km, elle naît aux sources Paquin, près de Fumichon (Calvados), coule vers l'ouest, s'enfonce dans le pays d'Auge pour rejoindre la Touques, rive droite, à Ouilly-le-Vicomte.
En amont des sources Paquin, le cours d'eau est cartographié sur environ 9 km, mais semble être asséché et fonctionnel uniquement lors de fortes pluies. Une partie de l'eau des sources Paquin est captée par le Syndicat des Eaux de Saint-Philbert-des-Champs.

## Écologie
L'état de la rivière est globalement bon.
En raison de la remontée et du frai des truites de mer, elle bénéficie du classement en rivière à poissons migrateurs. L'ensemble de son cours est classé en première catégorie piscicole.
La Paquine et ses principaux affluents sont en zone naturelle d'intérêt écologique, faunistique et floristique
.
Les espèces suivantes y ont été recensées :
- Truite de mer
- Truite fario
- Chabot commun
- Vairon
- Lamproie de Planer

Les principaux problèmes écologiques sont :
- la divagation du bétail, abîmant les berges et polluant l'eau par des déjections,
- la présence d'ouvrages (vannes, buses) infranchissables, interrompant la continuité écologique,
- de mauvaises pratiques de riverains (désherbants, tonte de pelouse) influant directement sur la qualité de l'eau.

## Communes traversées
- Fumichon
- L'Hôtellerie
- Marolles
- Ouilly-du-Houley
- Hermival-les-Vaux
- Rocques
- Ouilly-le-Vicomte

## Principaux affluents
- Douet de la Fontaine-Féron
- Douet de la Fosse-Picot
- Douet de Perdrix
- Douet de Fauguernon
- Douet de Combray